# 博德之门3
《博德之门3》是一款电子角色扮演游戏，由拉瑞安工作室开发和发行。它是博德之门系列的第三部作品，是一款基于《龙与地下城》的桌上角色扮演游戏。
游戏于2020年10月6日以抢先体验的形式发布部分内容，于Windows、Google Stadia和MacOS发售。完整版于2023年8月3日正式发售。
游戏在叙事、玩法和自由度方面得到广泛好评，获得了2023年度的金摇杆奖、游戏大奖与Steam大奖的年度最佳游戏。

## 玩法
《博德之门3》是一款角色扮演游戏。游戏模式包含单人与多人。玩家可创建一个或多个角色，与预设的角色组成队伍共同探索游戏故事，或选择一个自己的角色并联网与其他玩家组队游玩（最多支持4人）。
游戏的浮动摄像机允许玩家以第三人称视角或等距俯视角观察游戏环境。 游戏支持键盘鼠标或控制器模式游玩。游戏的机制基于桌面游戏《龙与地下城》第五版规则（D&D 5e），部分机制在两者间是相同的，为使桌面游戏适应电子游戏的形式也做了一些修改和省略。游戏的开发使用了拉瑞安工作室研发的Divinity 4.0引擎。
游戏的一大特点是行动的结果是通过掷一个20面的骰子（D20）来决定的。游戏支持MOD，允许玩家在一些方面修改游戏，不过开启MOD会禁用成就。
游戏具有灵活的任务系统，大多数任务都可以通过多种方式完成。在游戏中，玩家几乎可以消灭任何NPC角色而继续冒险，不论这一角色在故事线中有多大的重要性。游戏共分为三个主要章节，在这些章节中，游戏采用了网状叙事的开放式设计，允许玩家以不同顺序完成任务。
与前作不同，《博德之门3》使用了回合制战斗系统，而非即时战斗系统，类似于拉瑞安工作室之前开发的游戏《神界：原罪》和《神界：原罪2》。
游戏提供了多种难度，并允许玩家自定义难度，玩家可以在游戏中随时切换到其他难度。硬核难度给头目添加了传奇动作，还有更苛刻的荣誉难度供玩家挑战。游戏共有12个职业，包含46个子职业。玩家可以通过兼职系统为一个角色选择多个职业。
游戏包含10个可供玩家招募入队的角色，每个角色都有專屬的故事和剧情任务，玩家可以进一步深入了解并影响他们的命运。基于故事情节和对话选择，玩家可与同伴建立关系。一些角色只有在玩家选择了特定情节和对话选择后才可招募入队。所有角色不论是主角或配角都有完整配音和动作捕捉。动作捕捉的工作量大约相当于150万字的文本。

## 设定

### 背景
《博德之门3》的故事发生在一个虚构世界被遺忘的國度的1492年，时间线位于前作《博德之门II：安姆的阴影》120年后，以及《博德之门：坠入阿弗纳斯》的数月之后。故事主要发生在西费伦大陆的剑湾、博德之门等地。

### 角色
游戏旁白由阿梅莉亚·泰勒（Amelia Tyler）演出，她扮演地下城主，描述世界和玩家在故事中的行动。泰勒透露，工作室曾要求旁白的语气更像杰瑞米·艾恩斯（Jeremy Irons）在《狮子王》中饰演的冷嘲热讽的反派刀疤那样，“看着你搞砸一切并很享受”，但最后拉瑞安决定采用更自然的叙述风格。
游戏有六个预设的“起源角色”（以及后来加入的第七个起源角色“邪念”）。
阿斯代伦（尼尔·纽伯恩饰）：他是一个作为吸血鬼后裔服务了几个世纪的高等精灵盗贼。虽然现在可以在阳光下行走，但他是否能摆脱他阴暗的过去仍然不确定。
盖尔（Tim Downie饰）：他是一个人类巫师，志向是成为费伦（Faerûn）最伟大的巫师。然而，他胸前的奈瑟雷斯（Netherese）毁灭之球正在倒计时，可能会引发一场足以摧毁一座城市的爆炸。时间有限，他能否从中脱身仍然不确定。
影心（Jennifer English饰）：她是一个高等半精灵牧师，也是莎尔（Shar）的黑暗门徒。她被派去执行自杀任务，偷取一个拥有巨大力量的物品。在与她的信仰和不受控制的魔法斗争的同时，她被敌人包围，并且必须揭开一个深埋的秘密。
莱埃泽尔（Devora Wilde饰）：她是一个凶猛的吉斯扬基（Githyanki）战士。她面临变成她发誓要摧毁的怪物的威胁，必须证明自己值得重新加入她的族人。
威尔（Theo Solomon饰）：他是一个高贵的人类术士，以“边境之刃”著称。他隐瞒了与恶魔的契约，并为摆脱这个地狱般的交易而奋斗，即使这意味着拯救那个达成协议的诱人存在。
卡菈克（Samantha Béart饰）她是一个扎瑞尔（Zariel）恶魔血统的野蛮人，曾在一个强大的大魔头的控制下做出可怕的行为。她的心脏是一个地狱机器，使她的身体持续燃烧。现在她刚刚从主人手中解放出来，寻求对那些将她卖给恶魔的人的复仇。
另有四个可在之后被招募的角色，包括首席德鲁伊哈尔辛（Dave Jones饰）、竖琴手同盟的领袖贾希拉（Tracy Wiles饰）、博德之门地下势力领袖明斯克（Matthew Mercer饰）和卓尔精灵明萨拉（Emma Gregory饰）。贾希拉和明斯克在前两部游戏中也有登场。游戏中登场的主要反派有统领月出之塔的凯瑟里克·索姆将军（J. K. 西蒙斯饰）、野心家恩维尔·戈塔什勋爵（杰森·艾萨克饰）和血色奥琳（Maggie Robertson饰）。

### 剧情
主角在一个灵吸怪（夺心魔）操控的鹦鹉螺飞船内醒来，他们被绑架并被植入了夺心魔蝌蚪，一种能使其他生物变成夺心魔的寄生虫。飞船在吉斯洋基人的攻击下受损，在飞船坠毁后被绑架者们得以逃脱。
主角在一片海滩醒来并和其他幸存者相遇，他们同样被植入了夺心魔蝌蚪。一行人试图通过多种途径移除他们体内的寄生虫。被寄生虫感染的人会受到“至上真神”主脑的控制，并且感染者之间可以进行心灵沟通。在影心的神秘棱镜中的“梦境访客”帮助下，一行人得以抵抗寄生虫的强大心灵力量。在这个过程中，主角团卷入了翠绿林地的事务之中。当地德鲁伊与提夫林难民的冲突日益恶化，而他们又都面对崇拜“至上真神”的地精部落的威胁，玩家的选择将决定他们的命运。在这之后，队伍将穿越山脉或幽暗地域前往月出之塔，继续寻求治愈的办法。
由于前往月出之塔的道路受到了幽影诅咒，队伍在终焉光芒旅店休息。队伍了解到幽影诅咒来自凯瑟里克·索姆将军，而凯瑟里克·索姆拥有不死之身。队伍进一步探索幽影诅咒之地，探求凯瑟里克·索姆将军永生不死的力量来源，发现其不死之力来自于名为“暗夜之歌”的遗物。队伍深入莎尔神殿，在那里拯救（或杀死）暗夜之歌后，队伍得以在月出之塔直面凯瑟里克和他的同伙——恩维尔·戈塔什勋爵和血色奥琳。三人作为死亡三神的神选者通过耐色石控制着被称之为“至上真神”的主脑，并试图通过操纵所有被夺心魔蝌蚪寄生的人来统治剑湾。队伍击败了失去不死之身的凯瑟里克·索姆将军，夺取了他的耐色石，并前往博德之门。
队伍抵达博德之门后，戈塔什和奥林都试图拉拢主角到自己一边。在这里，“梦境访客”向主角坦白自己实际上是一个夺心魔，他被称为“君主”，居住在棱镜内并监视着一位强大的吉斯洋基人王子俄耳甫斯，其正是抵抗主脑心灵力量的来源。君主曾是人类，其前身正是博德之门的缔造者博德安。他在被夺心魔绑架后被转换成夺心魔，之后在偶然之中通过接触王子俄耳甫斯的力量脱离了主脑的控制。
在队伍击败了戈塔什和奥林凑齐了三块耐瑟石后，他们最终得以和主脑对峙。但此时的主脑已进化成为耐瑟脑，仅凭三块耐瑟石无法与之抗衡。君主表示必须拥有夺心魔的大脑和王子俄耳甫斯的力量以及三块耐瑟石才能击败主脑。
游戏的结局视玩家的选择而有不同分支。如果玩家与君主结盟，则可以通过夺取王子俄耳甫斯的力量后打败主脑。如果玩家选择释放王子，君主会转而与玩家敌对。在击败主脑后，玩家可以选择摧毁主脑，拯救万民，成为救世英雄，或夺取主脑，控制世界。

## 开发与发行

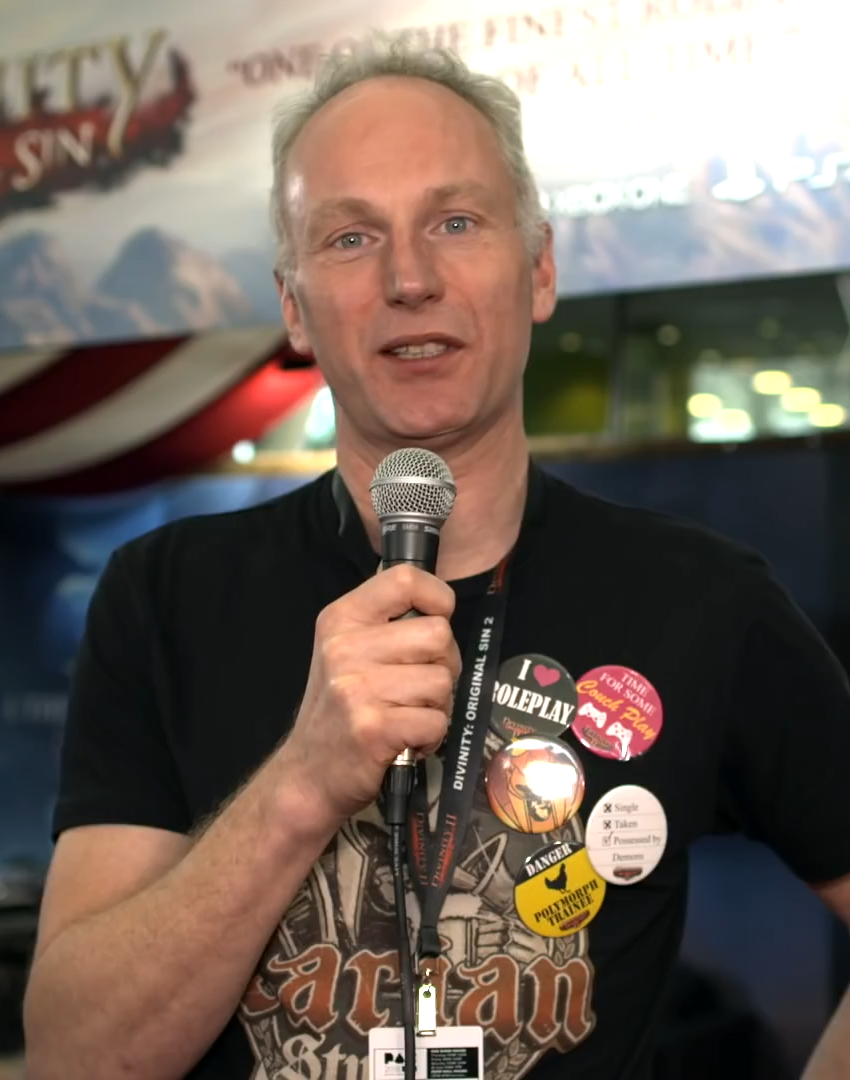
2018年的斯温·文克

### 背景
《博德之门》最初由BioWare和黑岛工作室开发，并于1998年由Interplay娱乐发售。游戏使用了获得授权的龙与地下城设定，尤其是被遗忘国度的设定。游戏的成功使续作《博德之门2：安姆的阴影》得以发行。其后黑岛工作室还开发了《冰风谷》系列和《异域镇魂曲》。在由Snowblind Studios开发的续作《博德之门：黑暗联盟》获得成功后，Interplay娱乐公布了继续制作博德之门系列续作的计划。但之后，由于Interplay娱乐陷入财务困境，原计划由黑岛工作室制作的续作《博德之门3：黑暗猎犬》和《博德之门3：黑暗联盟2》于2003年被取消。2003年12月黑岛工作室被解散。续作的开发由于Interplay和Snowblind之间的关于《黑暗联盟》的版权纠纷而被中止。博德之门的版权回到了雅达利。雅达利于2002发行了由BioWare制作的《无冬之夜》，2007年发行了由黑曜石娱乐制作的《无冬之夜2》，其成员大多是前黑岛工作室人员。在《无冬之夜2》之后，黑曜石娱乐的创始人弗格斯·厄克特（Feargus Urquhart ）试图说服雅达利继续开发博德之门系列的续作，但最后没有成功。直到Interplay娱乐和inXile娱乐的创始人布赖恩·法戈（Brian Fargo）提出了续作的想法。

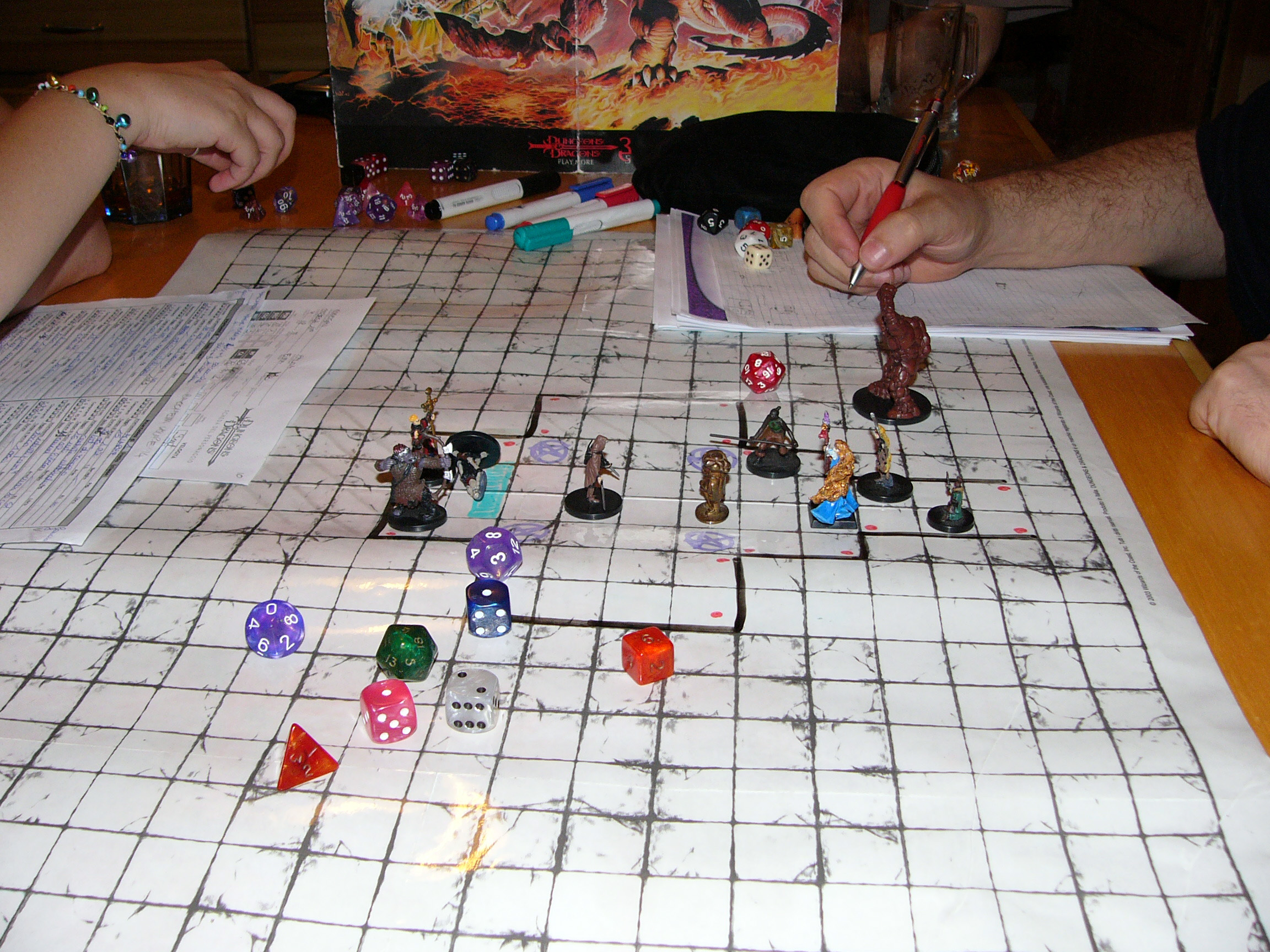
游戏规则基于龙与地下城第五版

拉瑞安工作室在2014年开发了《神界：原罪》后有一段时间对开发博德之门的续作有兴趣，但此时的龙与地下城游戏代理商威世智感到拉瑞安工作室对于业界还过于陌生，无法把博德之门品牌托付给他们。之后拉瑞安又开发了《神界：原罪2》，并于2017年9月发售。威世智最后同意了拉瑞安的提议。拉瑞安工作室在E3 2019前已透露了相关信息，并在Google Stadia发布会时正式公布将于Windows和Stadia平台发布游戏。2019年9月，威世智公布了桌游《博德之门：坠入阿弗纳斯》作为《博德之门3》的前传，《博德之门3》的时间线位于《博德之门：坠入阿弗纳斯》之后不久。2020年10月5日，拉瑞安工作室宣布游戏还将发布于macOS版。2023年1月18日，在Google Stadia平台关闭后，Stadia版被取消。

### 抢先体验阶段
游戏的抢先体验版原预计于2020年9月30日发布，但之后推迟到了2020年10月6日。 抢先体验版包含了游戏的第一章，合计大约25小时的内容和五分之一的地图。角色创建包含12个可选种族和6个职业。 抢先体验版的存档无法转移到正式版。抢先体验版获IGN媒体评分7/10分。
由于正式版预告片发布时并未提及该游戏Xbox Series X/S版的发售日期，因此曾被玩家猜测为PlayStation 5限时独占游戏，拉瑞安工作室在澄清相关传闻时表示由于Xbox Series S运行Xbox Series X/S版游戏存在技术问题，该版本暂缓发售。2023年6月30日，拉瑞安工作室表示微软Xbox部门已派出工程师协助他们解决技术问题。 

### 正式发售
2023年8月3日，游戏的完整版于Windows平台正式发售。2023年8月17日，Spike Chunsoft宣布代理本作PlayStation 5版游戏在日本地区的发行。日语版于2023年12月21日发售，是本作在全球地区目前为止唯一一版具有实体版本的游戏。2023年11月30日，韩语版随五号补丁的发布得以追加。2023年9月6日，游戏的PlayStation 5版正式发售，9月22日於macOS发售。2023年11月16日，拉瑞安工作室在X（Twitter）上发帖表示Xbox版游戏预计将于同年12月发布，具体发行日期将在The Game Awards 2023上公开。Xbox版于2023年12月8日正式发售。
游戏发售后，拉瑞安称工作室不会开发新的DLC，但会通过补丁的方式持续发布内容更新。在2024年3月的游戏开发者大会上，斯温·文克宣布工作室不会开发续作或DLC。斯温称工作室内部对开发DLC感到无聊，缺乏热情。
游戏的第一个补丁于2023年8月发布，修复了1000多项错误、平衡性调整以及对动画的打磨。第八个也是最后一个补丁于2025年4月发布，新增了12个子职业、照片模式、跨平台联机，以及在XBox上的分屏合作模式。

## 评价
| 汇总媒体   | 得分   |
| ---------- | ------ |
| Metacritic | 96/100 |

| 媒体          | 得分   |
| ------------- | ------ |
| Eurogamer     | [ 37 ] |
| Game Informer | 9.5/10 |
| GamesRadar+   | [ 39 ] |
| GameSpot      | 10/10  |
| HobbyConsolas | 96/100 |
| IGN           | 10/10  |
| Jeuxvideo.com | 19/20  |
| PC Gamer美国  | 97%    |
| PC Games德國  | 10/10  |
| PCGamesN      | 9/10   |
| Polygon       | 推荐   |
| 衛報          | [ 48 ] |

根据综合评价网站Metacritic，本作获得了96/100的媒体评分。 在评分汇总网OpenCritic获得了99%的推荐度。游戏被Ars Technica、GameSpot、GamesRadar、3DJuegos、PC Gamer、Screen Rant等众多媒体评选为年度游戏。
很多评论者称赞了作品的品质，包括对龙与地下城设定中的费伦大陆的详细描绘。 错综复杂的故事线使玩家能够体验不同的故事情节，以及丰富的自由度。游戏中的角色，尤其是同伴使人感到有趣和难忘。评论者同时也称赞了配音的品质、面部表情动画，以及充满细节的环境。
PC Gamer的弗雷泽·布朗（Fraser Brown) 称其为“CRPG类游戏的新巅峰。”  IGN葡萄牙为称游戏“RPG世界中的新标杆，必玩的杰作。”  Eurogamer的亚历克斯·巴塔利亚（Alex Battaglia）称赞了游戏在PC上的表现，认为游戏在发布时已打磨良好，没有严重品质问题，使其他一些3A大作相形见绌。

### 销量
《博德之门3》在Steam平台和GOG平台上成为最畅销的游戏之一。在游戏发售日的Steam平台上有53万玩家同时在线游玩，在发售第二周达到了87万人的高峰。 2023年8月4日，拉瑞安工作室的总裁斯温·文克表示在《博德之门3》的抢先体验阶段已在Steam平台售出了250万份，销量超出了工作室的预期。2024年3月，游戏估计已售出了1500万份。

### 获奖
| 年度 | 奖项                 | 项目               | 获奖者 | 结果 | 来源          |
| ---- | -------------------- | ------------------ | --- | ---- | ------------- |
| 2020 | 第11届好莱坞音乐大奖 | 电子游戏原创歌曲   | 鲍里斯拉夫·斯拉沃夫《Weeping Dawn》                                                                        | 提名 | [ 65 ]        |
| 2021 | 第12届好莱坞音乐大奖 | 电子游戏原创歌曲   | 鲍里斯拉夫·斯拉沃夫《I Want to Live》                                                                      | 提名 | [ 66 ]        |
| 2023 | 第14届好莱坞音乐大奖 | 电子游戏原创配乐   | 鲍里斯拉夫·斯拉沃夫                                                                                        | 提名 | [ 67 ] [ 68 ] |
| 2023 | 金摇杆奖             | 最佳叙事           | 《博德之门3》                                                                                              | 獲獎 | [ 69 ] [ 70 ] |
| 2023 | 金摇杆奖             | 最佳游戏社区       | 《博德之门3》                                                                                              | 獲獎 | [ 69 ] [ 70 ] |
| 2023 | 金摇杆奖             | 最佳视觉设计       | 《博德之门3》                                                                                              | 獲獎 | [ 69 ] [ 70 ] |
| 2023 | 金摇杆奖             | 年度PC游戏         | 《博德之门3》                                                                                              | 獲獎 | [ 69 ] [ 70 ] |
| 2023 | 金摇杆奖             | 年度工作室         | 拉瑞安工作室                                                                                               | 獲獎 | [ 69 ] [ 70 ] |
| 2023 | 金摇杆奖             | 最佳配角奖         | 阿梅莉亚·泰勒（游戏旁白）                                                                                  | 提名 | [ 69 ] [ 70 ] |
| 2023 | 金摇杆奖             | 最佳配角奖         | 尼尔·纽本（饰演阿斯代伦）                                                                                  | 獲獎 | [ 69 ] [ 70 ] |
| 2023 | 金摇杆奖             | 终极年度游戏       | 《博德之门3》                                                                                              | 獲獎 | [ 69 ] [ 70 ] |
| 2023 | 游戏大奖             | 年度游戏           | 《博德之门3》                                                                                              | 獲獎 | [ 71 ] [ 72 ] |
| 2023 | 游戏大奖             | 最佳游戏导演       | 《博德之门3》                                                                                              | 提名 | [ 71 ] [ 72 ] |
| 2023 | 游戏大奖             | 玩家之声           | 《博德之门3》                                                                                              | 獲獎 | [ 71 ] [ 72 ] |
| 2023 | 游戏大奖             | 最佳叙事           | 《博德之门3》                                                                                              | 提名 | [ 71 ] [ 72 ] |
| 2023 | 游戏大奖             | 最佳社区支持       | 《博德之门3》                                                                                              | 獲獎 | [ 71 ] [ 72 ] |
| 2023 | 游戏大奖             | 最佳角色扮演游戏   | 《博德之门3》                                                                                              | 獲獎 | [ 71 ] [ 72 ] |
| 2023 | 游戏大奖             | 最佳多人游戏       | 《博德之门3》                                                                                              | 獲獎 | [ 71 ] [ 72 ] |
| 2023 | 游戏大奖             | 最佳配乐           | 鲍里斯拉夫·斯拉沃夫                                                                                        | 提名 | [ 71 ] [ 72 ] |
| 2023 | 游戏大奖             | 最佳演出           | 尼尔·纽本（饰演阿斯代伦）                                                                                  | 獲獎 | [ 71 ] [ 72 ] |
| 2023 | Steam大奖            | 年度游戏奖         | 《博德之门3》                                                                                              | 獲獎 | [ 73 ]        |
| 2023 | Steam大奖            | 杰出剧情游戏奖     | 《博德之门3》                                                                                              | 獲獎 | [ 73 ]        |
| 2024 | 纽约游戏奖           | 年度最佳游戏       | 《博德之门3》                                                                                              | 獲獎 | [ 74 ]        |
| 2024 | 纽约游戏奖           | 最佳游戏剧本       | 《博德之门3》                                                                                              | 獲獎 | [ 74 ]        |
| 2024 | 纽约游戏奖           | 最佳游戏世界       | 《博德之门3》                                                                                              | 提名 | [ 74 ]        |
| 2024 | 纽约游戏奖           | 最佳游戏配乐       | 《博德之门3》                                                                                              | 提名 | [ 74 ]        |
| 2024 | 纽约游戏奖           | 最佳游戏表演       | 阿梅莉亚·泰勒（游戏旁白）                                                                                  | 提名 | [ 74 ]        |
| 2024 | 纽约游戏奖           | 最佳游戏表演       | 尼尔·纽本（饰演阿斯代伦）                                                                                  | 提名 | [ 74 ]        |
| 2024 | 第27届D.I.C.E.大奖   | 年度游戏           | 斯温·文克、大卫·沃尔格雷夫                                                                                 | 獲獎 | [ 75 ] [ 76 ] |
| 2024 | 第27届D.I.C.E.大奖   | 年度角色扮演游戏   | 斯温·文克、大卫·沃尔格雷夫                                                                                 | 獲獎 | [ 75 ] [ 76 ] |
| 2024 | 第27届D.I.C.E.大奖   | 游戏导演杰出成就奖 | 斯温·文克                                                                                                  | 獲獎 | [ 75 ] [ 76 ] |
| 2024 | 第27届D.I.C.E.大奖   | 游戏设计杰出成就奖 | 尼克·佩切宁（Nick Pechenin） 爱德华·伊姆伯特（Edouard Imbert） 法尔汉·纳姆达尔（Farhang Namdar）           | 獲獎 | [ 75 ] [ 76 ] |
| 2024 | 第27届D.I.C.E.大奖   | 游戏角色杰出成就奖 | 阿斯代伦（尼尔·纽本） 亚当·史密斯（Adam Smith） 克里斯托·丁（Chrystal Ding） 斯蒂芬·鲁尼（Stephen Rooney） | 提名 | [ 75 ] [ 76 ] |
| 2024 | 第27届D.I.C.E.大奖   | 游戏角色杰出成就奖 | 萨曼莎·贝阿特（Samantha Béart）饰演卡菈克 亚当·史密斯、克里斯托·丁、莎拉·贝卢斯                            | 提名 | [ 75 ] [ 76 ] |
| 2024 | 第27届D.I.C.E.大奖   | 剧情杰出成就奖     | 亚当·史密斯、克里斯托·丁                                                                                   | 獲獎 | [ 75 ] [ 76 ] |

## 注解
1. ↑  微软方面不允许第三方游戏开发商单独为更高性能的Xbox Series X进行开发适配，需两款机型一同发布才会被承认、同意上架微软商店。

## 外部連結
- 官方网站 （英語）